# Население Воронежа
На рубеже XIX и начале XX веков в Воронеже насчитывалось 61 053 жителей, в том числе женщин 28 360. Число родившихся в 1890 году достигло 2 281, число умерших — 1 998 обоих полов. По численности населения Воронеж в 1913 году входил в двадцатку крупнейших городов Российской империи. По данным текущей статистики в декабре 2012 года Воронеж вошёл в число городов-миллионеров России. Всероссийская перепись населения 2021 года подтвердила, что Воронеж с наличным населением 1,058 млн человек вошёл в число городов-миллионников России. Таким образом, Воронеж стал единственным городом-миллионером Черноземья и одним из двух городов-миллионеров Центрального федерального округа, наряду с Москвой.

## Социальная структура
Развитие промышленности в Воронеже привело к тому, что численность населения в 1913 году составила 94,8 тыс. человек. Из них 15 тыс. работали в промышленном секторе. В целом, социальная структура населения города Воронежа в советское время характеризовалась преобладанием представителей рабочего класса, хотя его доля постепенно снижалась за счёт роста служащих, а затем, в постперестроечное время, за счёт роста частных предпринимателей и безработных. Если в 1970 г. рабочие составляли 61,0 % взрослого населения города, то в 1979 г. уже 58,8 %.
Национальный состав
В результате переписи населения 2010 года были получены данные о национальности от 877 868 человек, согласно которым в Воронеже проживали: русские — 850 434 (96,9 %), украинцы — 8870 (1 %), армяне — 4204 (0,5 %), азербайджанцы — 1916 (0,2 %), белорусы — 1615 (0,2 %), татары — 1019 (0,1 %), остальные менее — 0,1 %, — от лиц по которым получены сведения о национальности. При этом у 97 505 чел. в переписных бюллетенях национальность не указана, из них у 92 536 нет сведений о национальности, 4149 не указали её в переписном листе, 820 — отказались от ответа.
В городе существуют следующие национальные диаспоры: армянская, греческая, грузинская, еврейская, езидо-курдская, узбекская, цыганская, чеченская и др.
По итогам переписи населения 2020 года проживали следующие национальности (национальности менее 0,1 % и другое, см. в сноске к строке «Другие»):
| Национальный состав Воронежа по данным переписям, | Национальный состав Воронежа по данным переписям, | Национальный состав Воронежа по данным переписям, | Национальный состав Воронежа по данным переписям, | Национальный состав Воронежа по данным переписям, | Национальный состав Воронежа по данным переписям, |
| №                                                 | Национальность                                    | 1926                                              | (%)                                               | 2020                                              | (%)                                               |
| ------------------------------------------------- | ------------------------------------------------- | ------------------------------------------------- | ------------------------------------------------- | ------------------------------------------------- | ------------------------------------------------- |
| 1                                                 | Русские                                           | 108 286                                           | 90,22 %                                           | 918 247                                           | 86,82 %                                           |
| 2                                                 | Украинцы                                          | 3 407                                             | 2,84 %                                            | 4 806                                             | 0,45 %                                            |
| 3                                                 | Армяне                                            | 299                                               | 0,25 %                                            | 4 416                                             | 0,42 %                                            |
| 4                                                 | Таджики                                           | 0                                                 | 0,0 %                                             | 1 946                                             | 0,18 %                                            |
| 5                                                 | Узбеки                                            | 1                                                 | 0,0 %                                             | 1 707                                             | 0,16 %                                            |
| 6                                                 | Азербайджанцы                                     | н.д.                                              | н.д.                                              | 1 679                                             | 0,16 %                                            |
| 7                                                 | Туркмены                                          | 0                                                 | 0,0 %                                             | 1 383                                             | 0,13 %                                            |
| 8                                                 | Татары                                            | 152                                               | 0.13 %                                            | 937                                               | 0,09 %                                            |
| 9                                                 | Белорусы                                          | 595                                               | 0.5 %                                             | 698                                               | 0,07 %                                            |
| 10                                                | Евреи                                             | 5 208                                             | 4,34 %                                            | 404                                               | 0,04 %                                            |
| 11                                                | Немцы                                             | 282                                               | 0,24 %                                            | 265                                               | 0,03 %                                            |
| 12                                                | Поляки                                            | 803                                               | 0.67 %                                            | 85                                                | 0,01 %                                            |
| 13                                                | Латыши                                            | 170                                               | 0.14 %                                            | 19                                                | 0,0 %                                             |
| 12                                                | Другие                                            | 814                                               | 0,68 %                                            | 121 089                                           | 11,45 %                                           |
| Итого                                             | Итого                                             | 120 017                                           | 100,00 %                                          | 1 057 681                                         | 100,00 %                                          |

## Динамика численности
| 1615       | 1626       | 1676       | 1777       | 1811       | 1818       | 1840       | 1856       | 1860       |
| ---------- | ---------- | ---------- | ---------- | ---------- | ---------- | ---------- | ---------- | ---------- |
| 7000       | ↘2000      | ↗5000      | ↗13 000    | ↗22 100    | ↘20 000    | ↗43 800    | ↘37 700    | ↗40 000    |
| 1863       | 1897       | 1913       | 1914       | 1920       | 1923       | 1926       | 1931       | 1933       |
| ↗40 900    | ↗80 599    | ↗94 800    | ↘93 700    | ↘90 000    | ↗95 000    | ↗118 191   | ↗161 570   | ↗212 400   |
| 1937       | 1939       | 1956       | 1959       | 1962       | 1967       | 1970       | 1973       | 1975       |
| ↗298 257   | ↗326 932   | ↗400 000   | ↗447 164   | ↗516 000   | ↗611 000   | ↗660 182   | ↗713 000   | ↗749 000   |
| 1976       | 1979       | 1982       | 1985       | 1986       | 1987       | 1989       | 1990       | 1991       |
| →749 000   | ↗782 950   | ↗820 000   | ↗851 000   | ↗856 000   | ↗872 000   | ↗886 844   | ↗890 000   | ↗900 000   |
| 1992       | 1993       | 1994       | 1995       | 1996       | 1997       | 1998       | 1999       | 2000       |
| ↗902 000   | ↗903 000   | ↗905 000   | ↘903 000   | ↗904 000   | ↗910 000   | ↘904 000   | ↗908 900   | ↘907 700   |
| 2001       | 2002       | 2003       | 2004       | 2005       | 2006       | 2007       | 2008       | 2009       |
| ↘901 800   | ↘848 752   | ↗850 000   | ↘849 800   | ↘848 800   | ↘846 300   | ↘840 700   | ↘839 900   | ↗843 496   |
| 2010       | 2011       | 2012       | 2013       | 2014       | 2015       | 2016       | 2017       | 2018       |
| ↗889 680   | ↗979 884   | ↗991 269   | ↗1 003 638 | ↗1 014 610 | ↗1 023 570 | ↗1 032 382 | ↗1 039 801 | ↗1 047 549 |
| 2019       | 2020       | 2021       | 2023       | 2024       | 2025       |            |            |            |
| ↗1 054 111 | ↗1 058 261 | ↘1 057 681 | ↘1 051 995 | ↘1 046 425 | ↘1 041 722 |            |            |            |

В 2008 году в Воронеже родилось около 9,5 тысяч детей. Это на 20 % больше, чем в 2005 году. В январе 2009 года — 870 малышей, что на 48 человек больше, чем в январе 2008 года
В 2011 году естественная убыль населения города составила 2667 человек, а миграционный прирост в 2011 году составил 14358 человек, таким образом население города (по предварительным данным) достигло к 1 января 2012 года 991 269 человек. При условии сохранения сложившихся в 2011 году темпов прироста населения (примерно 1 тысяча человек в месяц) уже в сентябре 2012 года население города могло бы превысить 1 миллион, однако по данным за первый квартал 2012 года отмечено снижение миграционного прироста на 14,7 %, что стало следствием роста миграционного оттока из города на 57,9 % (в сравнении с аналогичным периодом 2011 года), общий прирост населения за первые три месяца 2012 года составил 1427 человек (в I квартале 2011 года он составил 1,8 тысячи человек), а численность населения на 1 апреля 2012 года составила 992 696 человек. За первые девять месяцев 2012 года естественная убыль населения составила 1326 человек, миграционный прирост — 6574 человека (на 15.5 процента ниже уровня аналогичного периода 2011 года). Таким образом, по состоянию 1 октября 2012 года численность Воронежа ещё не достигала 1 миллиона человек, составив 996 517 человек).
17 декабря 2012 года в Воронеже родился миллионный житель

## Язык
В языке коренных жителей Воронежа, так же как и Воронежской области, распространено фрикативное произношение звука [г] с призвуком [х], что связано с распространением коренных южнорусских говоров и влиянием украинского языка.

## Распределение населения по районам
Самым населённым является Коминтерновский район. Наиболее быстрыми темпами растёт население Советского, Левобережного, Коминтерновского и Центрального районов, где развёрнуто массовое жилищное строительство. В уже застроенном Ленинском районе темпы роста населения минимальны. Данные приведены по состоянию на 2010 год.
| Название района | Население |
| --------------- | --------- |
| Железнодорожный | ↗106 751  |
| Коминтерновский | ↗273 243  |
| Левобережный    | ↘169 426  |
| Ленинский       | ↗110 172  |
| Советский       | ↗150 716  |
| Центральный     | ↗79 372   |